# 김태금
김태금(1992년 1월 2일~)은 대한민국의 여자 배우이다.

## 출연작

### 드라마
- 2019년 tvN 《위대한 쇼》 - 선미 역
- 2021년 JTBC 《공작도시》 - 현우 개인 바이올린 선생님, 준혁과 내연관계

### 영화
- 2018년 《골든슬럼버》 - 교통정보센터 후배리포터 역
- 2017년 《침묵》 - 교표5역